# なんでもいただき
なんでもいただき（原題：BARNEY'S HUNGRY COUSIN　公開：1953年1月31日）はアメリカ合衆国の映画会社、メトロ・ゴールドウィン・メイヤー(MGM)社のアニメーター、ディック・ランディーによる作品のひとつ。

## スタッフ
監督　ディック・ランディー

制作総括　フレッド・クインビー

アニメーション制作　ロバート・ベントレー　ウォルター・クリントン　マイケル・ラー　グラント・シモンズ　レイ・パターソン

背景　ジョン・ディドリック・ジョンセン

音楽　スコット・ブラッドリー

## 内容
国立公園内の野山へピクニックに訪れたクマのバーニーの昼ごはんが野生の腹ペコグマに狙われた。クマは事前に無料休憩場を設営し、「クマにエサを与えるべからず」の看板まで撤去して、用意周到に待ち受けていた。バーニーはそうとも知らずクマの仕掛けたわなにまんまと引っかかってしまう。食事をしようとバスケットから出した昼ごはんが神出鬼没のクマに次々と奪われてしまう。堪らず逃げ出したバーニーだが、腹をすかせたクマは執拗に追いかけ、ついには暴力的に対抗するのだが逆にこっぴどくやられてしまう。バーニーは一食も口にできないまま昼ごはんは腹ペコグマに食われていくばかり。最後に小さなサンドイッチが残り、やけになったバーニーはこれをクマにくれてやるが、クマは何と先ほど撤去していた看板を立て、「僕に何かを食べさせるんですよ」と通報し、バーニーは森林警備隊（レンジャー）に拘束されてしまう。護送車で連行されるバーニーはキャンディを隠し持っていて、これを口にしようとすると、横から手が出てキャンディは奪われてしまう。何と先ほどの腹ペコグマが護送車を乗っ取って運転していたのであった。まさに「なんでもいただき」であった。

## 登場するキャラクター
- クマのバーニー
昼ごはんを奪おうとする野生のクマと対決してしまうが、相手が数段上手でこっぴどくやられてしまう。挙句の果てにブタ箱送りと散々な目にあう。

- 野生の腹ペコグマ
用意周到にバーニーを待ち受け、神出鬼没の動きでバーニーの昼ごはんを奪う不届き者。クマとは思えないほど狡猾で、狙った獲物は決して逃さない。原題ではバーニーの従兄弟？原作ではテックス・アヴェリーが声優を務めている。

- 犬の森林警備隊員
クマの通報を受け、野生のクマにエサを与えたかどでバーニーを拘束するチョイ役。全部で4名。最後はクマに護送車を乗っ取られてしまう。

## 日本でのTV放映
TBS版の『トムとジェリー』の短編に挟まれてテックス・アヴェリーなどの作品とともに放映されていた。

## 関連事項
- ディック・ランディー
- クマのバーニー
- トムとジェリー
- クマ
- メトロ・ゴールドウィン・メイヤー